# 威廉·法伊森
威廉·法伊森（英語：William Fison，1890年10月25日—1964年12月6日），英国男子赛艇运动员。他曾代表英国参加1912年夏季奥林匹克运动会赛艇比赛，获得男子八人单桨有舵手银牌。